# Полиритмия
Полиритмия е едновременното съчетаване на два или повече ритъма, които не се възприемат лесно като произтичащи един от друг или като прости прояви на един и същ метрум. Ритмичните слоеве може да са в основата на цяло музикално произведение (кръстосан ритъм) или моментна секция. Полиритмите могат да бъдат разграничени от ирационални ритми, които могат да възникнат в контекста на една-единствена част. Полиритмите изискват да се изпълняват едновременно поне два ритъма, единият от които обикновено е ирационален ритъм. „Едновременно“ в този контекст означава в рамките на един и същ ритмичен цикъл. Основният импулс, независимо дали е явен или неявен, може да се счита за един от едновременните ритми. Полиритмия се чува в Симфония № 3 на Бетховен. Това е особено често срещана черта на музиката на Брамс.